# 天秤座μ
天秤座μ，中文星名「氐宿增五」，又名BD-13 3986，HD 130559、SAO 158821、HR 5523，是天秤座的一颗恒星，视星等为5.31，位于銀經341.3，銀緯39.78，其B1900.0坐标为赤經14h 43m 50s，赤緯-13° 39.78′ 57″。
氐宿增五是一顆五合星（一個共有五顆恆星互相旋轉的複雜恆星系統），恆星A光度5.6等、恆星B光度6.6等、恆星C光度14.7等、恆星D光度14.1等、恆星E光度12.6等。